# Àngel (pel·lícula)
Àngel (originalment en anglès, Angel) és una pel·lícula de drama romàntic britànica de 2007 dirigida per François Ozon. Es basa en la novel·la homònima de 1957 d'Elizabeth Taylor, sobre la breu vida d'una jove apassionada a l'Anglaterra eduardiana per a la qual el món fals de les novel·les que escriu substitueix la realitat. El protagonista va ser interpretat per Romola Garai; altres personatges van ser interpretats per Sam Neill, Michael Fassbender i Charlotte Rampling. S'ha doblat al valencià per a À Punt.

## Repartiment
- Romola Garai com a Angel Deverell.[3]
- Sam Neill com a Theo Gilbright
- Lucy Russell com a Nora Howe-Nevinson
- Michael Fassbender com a Esmé Howe-Nevinson
- Charlotte Rampling com a Hermione Gilbright
- Jacqueline Tong com la mare Deverell
- Janine Duvitski com a tia Lottie
- Christopher Benjamin com a lord Norley
- Tom Georgeson com a Marvell
- Simon Woods com a Clive Fennelly
- Jemma Powell com Angelica
- Alison Pargeter com a Edwina
- Seymour Matthews com a Norley Doctor
- Una Stubbs com a Miss Dawson